# Procurador en Cortes

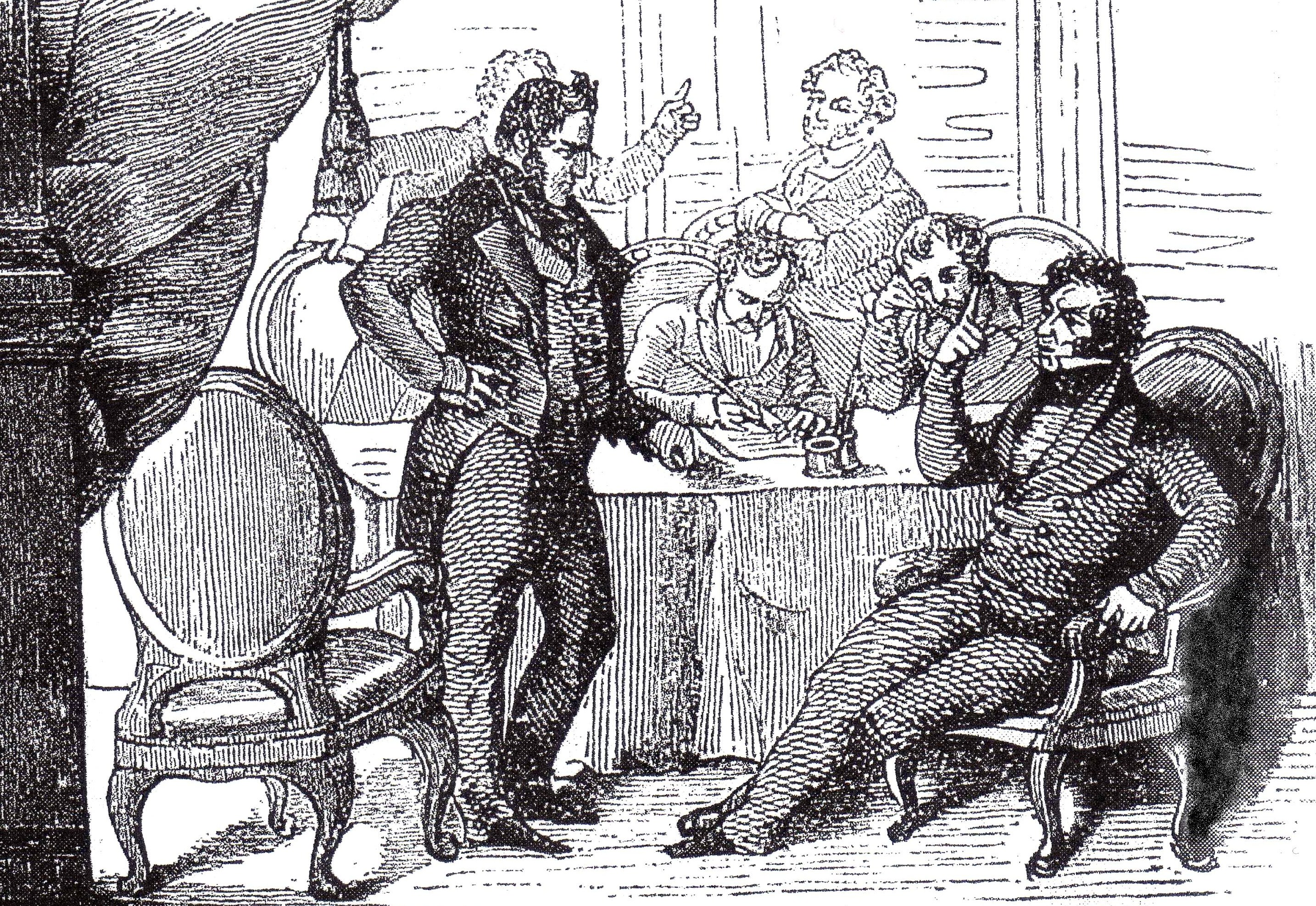
Consejo de ministros durante la regencia de María Cristina de Borbón-Dos Sicilias. En aquella época, se estableció el Estamento de Procuradores.

Procurador en Cortes es una denominación usada para referirse a la persona elegida o designada para representar distintas comunidades en las diferentes Cortes. En la época contemporánea el término fue utilizado  por las Cortes franquistas (1943-1977) para diferenciarse de la tradición liberal del parlamentarismo español que desde la Constitución de 1812 venía utilizando el término diputado (que volvió a recuperarse cuando se restableció la democracia en España tras el fin de la dictadura franquista). 

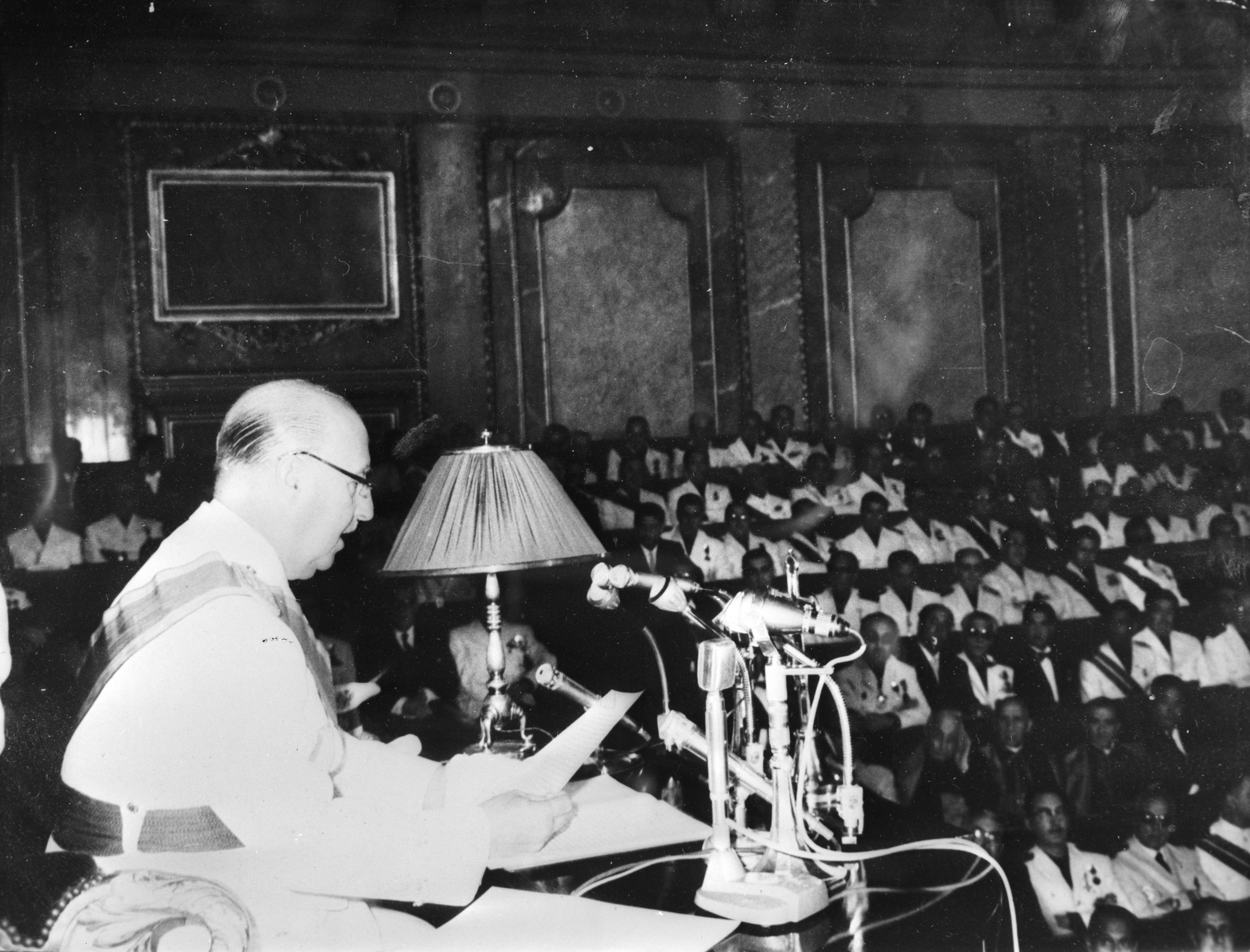
El Generalísimo Francisco Franco, con el uniforme del Movimiento, pronunciando un discurso en las Cortes (probablemente el 8 de julio de 1964, inaugurando la VIII Legislatura). Al fondo los procuradores, también de uniforme. En la parte inferior, tres obispos, también procuradores en representación de la Iglesia Católica.

En las antiguas Cortes de Castilla y, en general, en las del Antiguo Régimen, se solía denominar «procurador» al representante designado por las ciudades y villas y que se aglutinaba en uno de los tres brazos: eclesiástico, nobiliario y común. La Constitución española de 1812 usó el término de «diputados» para los miembros de las Cortes Generales. El Estatuto Real de 1834 estableció las Cortes Generales del Reino, formadas por las cámaras denominadas Estamento de Próceres y Estamento de Procuradores, los primeros de nombramiento regio y los segundos electivos. La denominación de «procurador» desaparece en las siguientes cartas magnas, que devuelven la forma establecida en la Constitución de 1812, pero se recupera con la Ley Constitutiva de las Cortes, que establece las Cortes durante el régimen franquista, y que tenían el propósito de romper con la tradición liberal. De nuevo, la denominación de «procurador» desaparece de la Constitución española de 1978, sustituyéndose por las de «diputado» y «senador».
El Estatuto de Autonomía de Castilla y León de 1983 adopta la denominación tradicional de «procurador» para los miembros de las modernas Cortes de Castilla y León, sede del poder legislativo de la comunidad. También se denominan así los miembros de las actuales Juntas Generales de Álava, órgano legislativo de la provincia y territorio histórico de Álava.